# Маріан Жегота-Янушайтіс

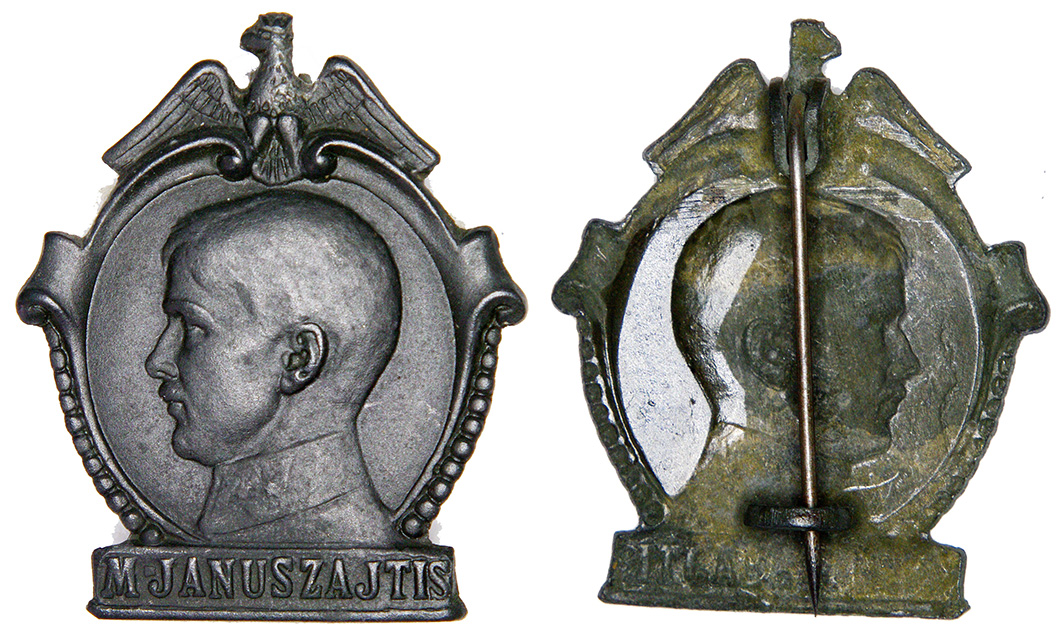
Патріотична відзнака на честь Маріяна Янушайтіса.

Маріян Юзеф Жегота-Янушайтіс (пол. Marian Józef Żegota-Januszajtis) — командувач 12-ї піхотної дивізії Війська Польського під час Київської операції військ Польщі та УНР на південній ділянці фронту — від Дніпра до Прип'яті.
З початком Першої світової війни працював начальником у Міністерстві військових справ і польської армії. Під його керівництвом перебував також відомий офіцер польської розвідки та партизанського спротиву — Едмунд Калікст Євгеніюш Харашкєвіч.